# Smírčí kříž (Bartultovice)
Smírčí kříž se nasází v katastrálním území Bartultovice obce Vysoká. Kamenný kříž byl zapsán do Ústředního seznamu kulturních památek ČR.

## Popis
Smírčí kříž, který pochází pravděpodobně ze 17. století (období třicetileté války), má připomínat smír a politování nad vraždou švédského důstojníka zabitého ze zálohy vesničany.
Hrubě opracovaný pískovcový kříž zasazený do země má rozměry 94×75×30 cm. Má zaoblená břevna, pravé je více seseknuté a v horní části kůlu je mělká prohlubeň.